# Skreppers
Skreppers es una banda de rock finlandesa. Usa un estilo de punk agresivo mezclado con rock. El resultado final según la propia banda es de un género bautizado por ellos rock basura. La banda fue fundada en la década de 1990, caracterizada principalmente por sus conciertos duros y caóticos.
Skreppers ha tocado principalmente en directo en países como Finlandia, Suecia, Estonia y en la Europa occidental.

## Discografía

### Álbumes
- 1999: Splish, Splash! Every Night?
- 2002: Hedonist Hellcats
- 2004: Call Of The Trash
- 2006: Pain In The Right Place
- 2007: Stilettos
- 2012: Sherwood Gays

### Sencillos
- 2004: «Simsala Bimsala / Jesus Saved My Sex Life»

### Videoclips
- Cake, powder and motorcycles (1995)
- Dog, I wanna be your bone (2002)
- Translucentsexxxexpress (2002)
- Let's die together, Sheena (2004)
- He's my sister (2006)
- Fifteen, sixteen, seventeen (2006)
- Psychoscitzo (2007)

## Miembros
- Special K (Hiili Hiilesmaa) - vocalista
- Reinaldo (Rainer Puolakka) - guitarrista
- Pax America (Panu Paunonen) - guitarrista
- Jack Black (Jaska Ylä-Rautio) - bajista
- Salvador Salsa (Sauli Lahtinen) - batería
- Jan Gardemeister (Janne Kaartinen) - teclista